# Cantón Mejía
Mejía es un cantón ecuatoriano ubicada al sur de la provincia de Pichincha. Su cabecera cantonal es la ciudad de Machachi, lugar donde se agrupa gran parte de su población total.

## Historia
Los primeros habitantes del cantón Mejía fueron los panzaleos; se asentaron en las faldas del Rumiñahui, El Corazón y Pasochoa, volcanes situados entre Machachi, Aloasí y Alóag.
Mejía se constituyó como cantón el 23 de julio de 1883, mediante Decreto Supremo. 

### Primer cabildo
El primer cabildo estuvo conformado de la siguiente manera:
| PRESIDENTE:     | Delfín Cevallos, vicario y párroco de Machachi. |
| VICEPRESIDENTE: | Mario Zambrano |
| CONCEJALES:     | Francisco de la Cueva M., Casto Racines, José Benítez, Pantaleón Cevallos, Lázaro Regalado, Ignacio Barba Benítez, Ramón Albuja, Manuel Londoño, y Juan Coello. |

El cantón lleva su nombre en honor al ilustre quiteño José Mejía Lequerica, catedrático y político criollo, famoso por sus dotes de oratoria, diputado de las Cortes de Cádiz.

## Producción

### Industria
El cantón Mejía presenta un desarrollo industrial interesante. Existe una variedad de fábricas dedicadas a actividades agrícolas, ganaderas, alimentarias.Elaboración de lácteos y carnes, envasado de agua y gaseosas, textiles, agroindustriales, metalúrgica y de reciclaje. Las principales fábricas son: Paraíso, Alpina, Yambal, Adelca, Aga, Invedelca, Acerías del Ecuador y Tesalia CBC. Muchas de ellas se han establecido en las parroquias de Alóag y Tambillo por estar en el eje vial que une la sierra con la costa. 

### Agrícola y ganadero
Mejía se ha caracterizado por ser agrícola; produce tubérculos, hortalizas y legumbres, como papa, zanahoria, lechuga, acelga, coliflor, col, brócoli, alcachofa, cebada, maíz, trigo, quinua, chocho, haba y choclo; también mortiño y flores. El cantón es ganadero; produce 700 mil litros de leche diarios, que se comercializan y emplean en la producción de quesos, yogur y otros derivados.

### Comercio y servicios
La actividad comercial se concentra en Machachi, y en menor porcentaje en los centros parroquiales. En la industria destaca la manufactura con la elaboración de productos alimenticios, fabricación de prendas de vestir y productos elaborados en metal y en madera.
En cuanto al área de los servicios, la mayoría se concentran en la venta y provisión de alimentos y bebidas, telecomunicaciones e informática, mantenimiento de enseres domésticos, salud, educación, servicios financieros y actividades profesionales liberales.

### Turismo
La actividad turística ha adquirido mucha importancia como eje del desarrollo económico local. El cantón, por colindar con provincias de la sierra, costa y Amazonía, posee una fisonomía particular, una geomorfología de relieves variados y un clima diverso en todo el territorio. El cantón cuenta con el Plan de Desarrollo Turístico elaborado por el municipio con participación y apoyo de la ciudadanía. 
Por sus tradiciones, hermosos paisajes y privilegiada ubicación, Mejía se ha posicionado como un destino turístico natural y cultural. En octubre del 2016, la Organización Mundial del Turismo Ecuestre declaró a Mejía como Destino de Turismo Ecuestre, reconocimiento que se suma al otorgado el año 2014, por parte de CNN Travel, quienes colocan a la Avenida de los Volcanes en su lista de las 15 mejores opciones en el mundo para realizar paseos a caballo.
El 26 de julio del 2018, el Paseo Procesional del Chagra de Machachi fue declarado Patrimonio Cultural Inmaterial de la Nación por el Ministerio de Cultura del Ecuador.
El 6 de noviembre del 2022 el Consejo Mundial de Viajes y Turismo (WTTC) otorgó al cantón el Sello de Seguridad Global Safe Travels, certificado que otorga a los territorios que han implementado exitosamente los protocolos de bioseguridad y de prevención frente al COVID-19.
El Cotopaxi, Rumiñahui, Sincholagua, Pasochoa, Ilinizas, Corazón, Viudita, Atacazo y Ninahuilc que rodean al Cantón Mejía, le dieron el título de la Capital del Turismo de Montaña. El concejo municipal aprobó la declaratoria a finales del mes de abril de 2023, además contó con el respaldo del Club de Andinismo de la Universidad Central del Ecuador, la Asociación Ecuatoriana de Guías de Montaña, entre otras organizaciones.

#### ¿Qué visitar?
Es impresionante la cantidad de atractivos turísticos: montañas, páramos y bosques; parques y reservas ecológicas; fuentes y cascadas; senderos y plazas donde se desarrollan grandes fiestas populares, provistos de servicios de restaurantes, hoteles, hosterías, hostales y propuestas de distracción y recreación.
Para hospedarse en Mejía encontrará bellas hosterías, muchas de las cuales son casas y haciendas centenarias fusionadas con espectaculares innovaciones que brindan seguridad y confort.
Mejía tiene una exquisita gastronomía andina compuesta de variados platillos con productos frescos de la zona que suelen prepararse en mágicos fogones y hornos de leña. Uno de ellos es el ‘cocinado’ (papas con choclos, habas, mellocos, queso y ají hecho en piedra con un buen corte de carne de res, chancho o pollo) junto a la deliciosa bebida conocida como ‘chicha’. A ello, se suman otros platos como: el ville, fritada, hornado, carne asada de res y borrego; trucha, caldo de pata, caldo de gallina, tortillas con caucara y los inconfundibles vinos, helados de mortiño y las aguas aromáticas de sunfo.
A Mejía se lo conoce por ser el Valle de los 9 volcanes: Pasochoa, Sincholagua, Rumiñahui, Cotopaxi, Ilinizas, El Corazón, La Viudita, Ninahuilca y Atacazo; y por albergar al parque nacional Cotopaxi, al Refugio de Vida Silvestre Pasochoa y a la Reserva Ecológica los Ilinizas.
Mejía cuenta con vertientes naturales de aguas minerales y termales: La Calera localizada a unos 3 km del barrio El Obelisco; las aguas de Tesalia, ubicadas a unos 4.4 kilómetros de Machachi.
El cantón es ideal para actividades campestres, realizar inolvidables cabalgatas, ciclismo, caminatas, pesca deportiva, campismo, ascensión, canopy e incluso para disfrutar y compartir tareas agrícolas y ganaderas de la zona.
En Mejía puede compartir con su gente, conocida mundialmente por ser los centinelas y promotores de la Cultura Chagra que basa su identidad en el trabajo agrícola y ganadero apoyado en caballos de vaquería valorados por su gran fuerza y capacidad de adaptación al páramo.
El Paseo Procesional del Chagra se sustenta en hechos conmemorativos e históricos: el Centenario de la cantonización de Mejía; la erupción del volcán Cotopaxi, en 1877 y, la fiesta de Santiago Apóstol, patrono eclesial de Machachi. 
Este evento se ha constituido en una representación de las manifestaciones culturales que evidencian el diario vivir de los chagras (vaqueros andinos) y es parte del calendario de festividades del Ecuador.

## Extensión y población de Mejía
| PARROQUIA              | SUPERFICIE km² | POBLACIÓN Nro. habitantes |
| ---------------------- | -------------- | ------------------------- |
| MACHACHI               | 392.91         | 36.736                    |
| ALÓAG                  | 212.75         | 12.284                    |
| ALOASÍ                 | 65.65          | 12.881                    |
| CUTUGLAGUA             | 32.45          | 22.270                    |
| EL CHAUPI              | 142.60         | 1.936                     |
| MANUEL CORNEJO ASTORGA | 493.66         | 4.869                     |
| TAMBILLO               | 50.0           | 11.063                    |
| UYUMBICHO              | 21.09          | 6.127                     |
| TOTAL CANTONAL         | 1.411,11       | 108.166                   |

## Parroquias

### Machachi
Machachi, también conocida como La Capital del Chagra, es el principal centro urbano del Cantón Mejía. Tierra donde nació y vivió el compositor de música nacional Víctor Manuel Valencia Nieto.

#### ¿Qué significa Machachi?
Gran terreno activo. 
Tierra de valientes lanceros y agricultores.
Machachi alcanzó su independencia el 11 de noviembre de 1820, siendo los gestores de esta hazaña el párroco de Machachi, Dr. Tadeo Romo; José Camino Tomás Pazmiño, Antonio Benítez y más de un centenar de personas que se apoderaron del armamento del ejército realista, tras tomarse el cuartel. El levantamiento de Machachi se dio en consonancia de la Independencia de Cuenca y coincidió con los levantamientos de Guaranda, Latacunga y Riobamba. Años después, Machachi recibió al ejército libertador de 1822, liderado por Simón Bolívar y Antonio José de Sucre, en su paso hacia la liberación de la Capital.

### Alóag
Es una de las parroquias más antiguas de Mejía; por su ubicación estratégica se ha convertido en un centro poblado dinámico pues es el paso entre la costa y la sierra.

#### ¿Qué significa Alóag?
‘Niña mimada’ y, en lengua caribe, ‘Terreno extendido’.
En 1745, fue elevada a la categoría de parroquia eclesiástica. El primer párroco fue Miguel Barba. El 8 de septiembre del mismo año se asentó la primera partida en el libro de bautizos.
En la época colonial, estos pobladores se destacaron por su patriotismo, siendo protagonistas de acciones nobles y causas justas. Participaron en jornadas heroicas como la gesta gloriosa del 11 de noviembre de 1820, Independencia de Machachi.  

### Aloasí
Es la parroquia más cercana a Machachi. Muy conocida por albergar al Santuario de Nuestra Señora de los Dolores y a la Estación del Tren. Es una tierra generosa, dedicada a la ganadería y a cultivar muchos productos de la sierra, en especial papas, maíz, hortalizas y habas.

#### ¿Qué significa Aloasí?
Terreno extendido, también Casa del Príncipe.
La fundación eclesiástica de Santa Ana de Aloasí fue a fines del siglo XVII. Mientras que la fundación civil fue en la presidencia del Dr. Gabriel García Moreno, mediante Ley expedida el 29 de mayo de 1861. 

### Cutuglagua
Es la parroquia de Mejía más cercana a Quito; la de mayor crecimiento poblacional, muchos de sus habitantes provienen de la sierra centro; es muy conocida por sus Festivales de Carnaval. Antes era zona de haciendas, hoy en un polo de desarrollo urbano y rural.

#### ¿Qué significa Cutuglagua?
“Ollita Grande resplandeciente para todos” o “Lugar corto y pequeño lleno de agua”.
La parroquia fue creada en 1950 gracias a la gestión de connotados ciudadanos, quienes presionaron al Concejo Municipal de Mejía. Cutuglagua celebra su parroquialización el 16 de febrero.

### El Chaupi
Esta parroquia se asienta a los pies de las cumbres de Los Ilinizas. Por esta razón, es uno de los sitios más visitados por turistas, la mayoría extranjeros. Lo que ahora es El Chaupi fue propiedad de Manuela Carcelén, conocida cómo Marquesa de Solanda, esposa del Mariscal Antonio José de Sucre.

#### ¿Qué significa el Chaupi?
Su nombre significa “Mitad” o “Del medio”.
La parroquia El Chaupi está situada al sur occidente del cantón Mejía. Fue creada por Decreto Ejecutivo en el Gobierno de José María Velasco Ibarra, el 23 de mayo de 1949.
Sus tierras son pródigas y eminentemente agrícolas y ganaderas. Es el granero del Cantón. Y si hablamos de ganado lechero esta parroquia también es una de las mejores productoras.

### Manuel Cornejo Astorga
Más conocido como Tandapi. En su jurisdicción está la Central Hidroeléctrica Toachi-Pilatón.
La parroquia está enclavada en la Cordillera Occidental de los Andes, con grandes extensiones de montaña y bosque nublado subtropical. Es paso obligado de la sierra a la costa, posee un clima cálido privilegiado y acogedor.
La mayoría de habitantes de esta parroquia se dedica a actividades agrícolas, ganaderas y a la acuacultura en cuya producción se destaca la trucha.
Nació el 29 de septiembre de 1908, con el nombre de Ricaurte como consecuencia de la división del territorio de Santo Domingo de los Colorados que pertenecía al cantón Mejía. El 20 de enero de 1909, mediante Acuerdo Ejecutivo se crea como parroquia con el nombre de Manuel Cornejo Astorga, quien fue uno de sus primeros colonos.

### Tambillo
Es uno de los asentamientos más antiguos del país. Era sitio de descanso para transeúntes y relevo de caballos de las antiguas diligencias y carretas.
El ferrocarril marcó a Tambillo como un nodo de conexión entre varias zonas del país. Durante muchos años los ingresos de muchos habitantes dependieron de este servicio. Esta ventaja se reafirmó con la construcción de la Panamericana Sur conocida también como la E-35.

#### ¿Qué significa Tambillo?
Posada, albergue, fonda, hostería, parador; en sentido amplio significa servicio o atención para transeúntes o forasteros. 
Tambillo se encuentra ubicada en la confluencia de tres vías: la Línea Férrea, la Panamericana Sur o E-35 y la Autopista General Rumiñahui.
La parroquialización de Tambillo de dio el 23 de julio de 1883, en la presidencia interina del Dr. Luis Cordero.

### Uyumbicho
Lugar donde nació el afamado compositor Carlos Brito Benavidez. Su población se caracteriza por sus emprendimientos, el amor al arte y a la naturaleza. Aquí está el Refugio de Vida Silvestre y volcán inactivo Pasochoa; también el Área Natural Protegida Santa Catalina, declarada así por el Concejo Municipal mediante ordenanza aprobada en el 2011. Es la parroquia de Mejía más cercana al cantón Rumiñahui.

#### ¿Qué significa Uyumbicho?
“Valle caliente donde danza el indio a su alrededor”. Existen otras acepciones como “Tierra Seca” o “Tierra que adormece”. 
Uyumbicho nació en 1712 como parroquia eclesiástica. El 23 de julio de 1883, pasó a ser parroquia del cantón Mejía.

## Municipio de Mejía
El municipio de Mejía es una institución de régimen autónomo descentralizado ecuatoriano; es una entidad de derecho público, con competencias exclusivas y concurrentes que se rige por los principios de eficacia, eficiencia, calidad, jerarquía, desconcentración, descentralización, coordinación, participación, planificación, transparencia y evaluación, conforme la constitución, las leyes y las demás normas que integran el ordenamiento jurídico del país.
El actual alcalde es el tecnólogo Wilson Rodríguez. Es la máxima autoridad administrativa y política, preside el cabildo con voto dirimente y lo representa legal y extrajudicialmente. También forma parte del Consejo Provincial de Pichincha como consejero, aunque puede delegar en un concejal.

### Concejo Cantonal
El Concejo Municipal es el órgano de legislación y fiscalización del Gobierno Autónomo Descentralizado Municipal, como lo determina el artículo 56 del COOTAD. Está integrado por el alcalde o alcaldesa, que lo presidirá con voto dirimente, y por los concejales o concejalas elegidos por votación popular, de conformidad con lo previsto en la ley de la materia electoral.

## Transporte y vialidad
El transporte público es una de las opciones de movilización en el cantón. Tiene un servicio interparroquial e intercantonal de buses, así como de taxis y camionetas. Buena parte de las vías están asfaltadas o adoquinadas y con señalética.